# Coppa della Regina 2019-2020 (pallavolo)
La Coppa della Regina 2019-2020 si è svolta dal 28 febbraio al 1º marzo 2020: al torneo hanno partecipato sei squadre di club spagnole e la vittoria finale è andata per la sesta volta, la terza consecutiva, al Logroño.

## Regolamento
Le squadre hanno disputato quarti di finale (non hanno partecipato la prima e la seconda classificata al termine del girone di andata della regular season di SFV 2019-20, già qualificate alle semifinali), semifinali e finale, tutti giocati in gara unica.

## Squadre partecipanti
| Squadra      | Qualificazione                                                | Ultima partecipazione      |
| ------------ | ------------------------------------------------------------- | -------------------------- |
| Alcobendas   | 4ª al girone di andata SFV 2019-2020                          | Coppa della Regina 2018-19 |
| Ciutadella   | 2ª al girone di andata SFV 2019-2020 / Squadra organizzatrice | Coppa della Regina 2018-19 |
| Haris        | 3ª al girone di andata SFV 2019-2020                          | Coppa della Regina 2018-19 |
| Haro         | 6ª al girone di andata SFV 2019-2020                          | Coppa della Regina 2016-17 |
| JAV Olímpico | 5ª al girone di andata SFV 2019-2020                          | Coppa della Regina 2018-19 |
| Logroño      | 1ª al girone di andata SFV 2019-2020                          | Coppa della Regina 2018-19 |

## Torneo

### Tabellone
|  | Quarti | Quarti       | Quarti |  |   | Semifinali | Semifinali | Semifinali |  |   | Finale     | Finale  | Finale |
|  |        |              |        |  |   |            |            |            |  |   |            |         |        |
|  |        |              |        |  |   | 2          | Ciutadella | 3          |  |   |            |         |        |
|  |        |              |        |  |   | 2          | Ciutadella | 3          |  |   |            |         |        |
|  |        |              |        |  |   | 6          | Haro       | 0          |  |   |            |         |        |
|  | 4      | Alcobendas   | 3      |  |   | 6          | Haro       | 0          |  |   |            |         |        |
|  | 4      | Alcobendas   | 3      |  |   |            |            |            |  |   |            |         |        |
|  | 5      | JAV Olímpico | 2      |  |   |            |            |            |  |   |            |         |        |
|  | 5      | JAV Olímpico | 2      |  |   |            |            |            |  | 2 | Ciutadella | 0       |        |
|  |        |              |        |  |   |            |            |            |  | 2 | Ciutadella | 0       |        |
|  |        |              |        |  |   |            |            |            |  |   | 1          | Logroño | 3      |
|  | 3      | Haris        | 2      |  |   |            |            |            |  |   | 1          | Logroño | 3      |
|  | 3      | Haris        | 2      |  |   |            |            |            |  |   |            |         |        |
|  | 6      | Haro         | 3      |  |   |            |            |            |  |   |            |         |        |
|  | 6      | Haro         | 3      |  | 1 | Logroño    | 3          |            |  |   |            |         |        |
|  |        |              |        |  | 1 | Logroño    | 3          |            |  |   |            |         |        |
|  |        |              |        |  |   | 4          | Alcobendas | 0          |  |   |            |         |        |
|  |        |              |        |  |   | 4          | Alcobendas | 0          |  |   |            |         |        |

### Risultati

#### Quarti di finale
| 28 febbraio 2020 Pavelló Municipal d'Esports, Ciutadella de Menorca Durata: 1h:53 - Spettatori: ?   | Alcobendas | 3 - 2 | JAV Olímpico | 25-21, 23-25, 18-25, 25-19, 15-12 |
| 28 febbraio 2020 Pavelló Municipal d'Esports, Ciutadella de Menorca Durata: 2h:04 - Spettatori: 350 | Haris      | 2 - 3 | Haro         | 25-22, 21-25, 25-19, 23-25, 13-15 |

#### Semifinali
| 29 febbraio 2020 Pavelló Municipal d'Esports, Ciutadella de Menorca Durata: 1h:21 - Spettatori: 2 000 | Ciutadella | 3 - 0 | Haro       | 25-20, 25-20, 25-20 |
| 29 febbraio 2020 Pavelló Municipal d'Esports, Ciutadella de Menorca Durata: 1h:04 - Spettatori: 1 000 | Logroño    | 3 - 0 | Alcobendas | 25-16, 25-16, 25-12 |

#### Finale
| 1º marzo 2020 Pavelló Municipal d'Esports, Ciutadella de Menorca Durata: 1h:06 - Spettatori: 1 500 | Ciutadella | 0 - 3 | Logroño | 12-25, 13-25, 17-25 |